# Circe
|  | Per a altres significats, vegeu «(34) Circe». |

Circe (Kírke, Κίρκη) fou una maga mítica esmentada per Homer, que la considera una deessa, filla del déu Hèlios i de Perseis. El seu germà era Eetes, rei de la Còlquida i la seva germana era Pasífae, reina de Creta.
Vivia a l'illa d'Eea (Aeaea) i quan Odisseu hi va arribar, Circe, que havia convertit els seus companys en porcs, es va sentir atreta per l'heroi, al qual va convèncer de restar un any a l'illa, i quan en va voler sortir el va comminar a esperar per anar a l'inframón per consultar Tirèsies. De retorn, el va advertir dels perills que encara l'esperaven i se'n va acomiadar.
Segons Hesíode, va tenir dos fills amb Odisseu: Telègon i Cassífone. Una altra tradició diu que van tenir tres fills, el tercer essant Agri (o Llatí). També se li atribueixen aventures amb el rei llatí Picus i amb Júpiter amb qui hauria concebut el déu Faune.

## Circe descrita per Homer
En el gran poema èpic Odissea, escrit pel grec Homer, Circe és trobada per alguns dels tripulants de la nau del protagonista, Odisseu quan desembarquen a l'illa d'Eea. Viu en una esplèndida casa al centre de l'illa, envoltada de bèsties salvatges, lleons i llops, que no es comporten com a tals, que manté drogats per a convertir-los en mansos animals de companyia. En veure els forasters, Circe deixa de banda el seu teler i els convida a un dinar. L'àpat consisteix en un menjar típic grec: Carn bullida amb formatge, acompanyada de mel i vi. Els convidats ignoren que en les copes, a més de vi, hi ha ficat un dels seus beuratges màgics i quan se'l beuen acaben transformats en porcs. Només Euríloc se'n salva, perquè havia sospitat de les intencions de Circe i no s'havia begut la copa. Euríloc marxa dissimuladament a cercar l'ajuda d'Odisseu i uns pocs homes, que s'havien quedat vigilant la nau. Tots junts s'endinsen en l'illa per a rescatar els seus companys. Pel camí són interceptats per Hermes el qual, enviat per Zeus, els aconsella en com enfrontar-se amb la maga. Els diu que existeix una planta de nom μῶλυ (moli) que serveix d'antídot per als encanteris, també aconsella a Odisseu que, si cal, tregui l'espasa en senyal d'amenaça i que si Circe el convida a compartir el seu llit vagi molt amb compte per no perdre la seva masculinitat.
Quan Odisseu visita Circe, va seguint tots els consells, tot i que no li resulta gens fàcil desfer-se'n dels encants de la maga i acaba per estant-s'hi un any. Abans de marxar, Circe, com a bona coneixedora del mar, li proposa dues rutes per tornar a Ítaca: Navegant cap a les illes meravelloses Planctae, o travessant l'Estret de Messina havent de fer front al remolí conegut amb el nom de Caribdis. Només li posa com a condició, abans de començar el seu viatge, que baixi a l'inframón per consultar un endeví anomenat Tirèsies.

## Altres escriptors grecs
Hesíode, en parla de Circe cap al final de la seva Teogonia, on diu que va tenir tres fills amb Odisseu: Ardeas o Agrius, Llatí i Telègon, que van ser reis dels Tyrsenoi, nom amb què els grecs es referien als etruscs. En aquest llibre, es narra com Telègon va marxar per conèixer el seu pare, del qual només sabia el seu nom i poc més. Quan va arribar a Ítaca es va ficar en una lluita amb un home i el va matar clavant-li la llança enverinada que li havia donat sa mare, sense ser saber que aquell home era el seu pare. Telègon es va endur el cos del difunt per enterrar-lo a Eea i va portar també a Penèlope, l'esposa del seu pare i Telèmac, el fill d'ambdós, als quals Circe va concedir la immortalitat.
Segons la versió de Licofron en la seva obra Alexandra de l'any 808, i la versió de Joan Tzetzes al seu Scholium (795-808), Circe hauria fet servir les seves herbes màgiques per a tornar a la vida Odisseu. Llavors Telèmac es casava amb una filla de Circe anomenada Cassiofone, però amb el temps Telèmac tenia una baralla amb la seva sogra i la matava. Cassifone llavors matava Telèmac per venjar la mort de la seva mare i Odisseu moria de tristesa.
Dionís d'Halicarnàs citava Xenàgores per a basar-se en la seva afirmació que Odisseu i Circe havien tingut tres fills i els seus noms eren: Ròmul, Anteias, i Ardeias, cadascun d'ells va fundar una ciutat: Roma, Antium i Ardea. Al segle v, un altre autor anomenat Nonnus, va escriure Dionysiaca, on diu que Circe va tenir un fill amb Posidó, conegut com a Faune.

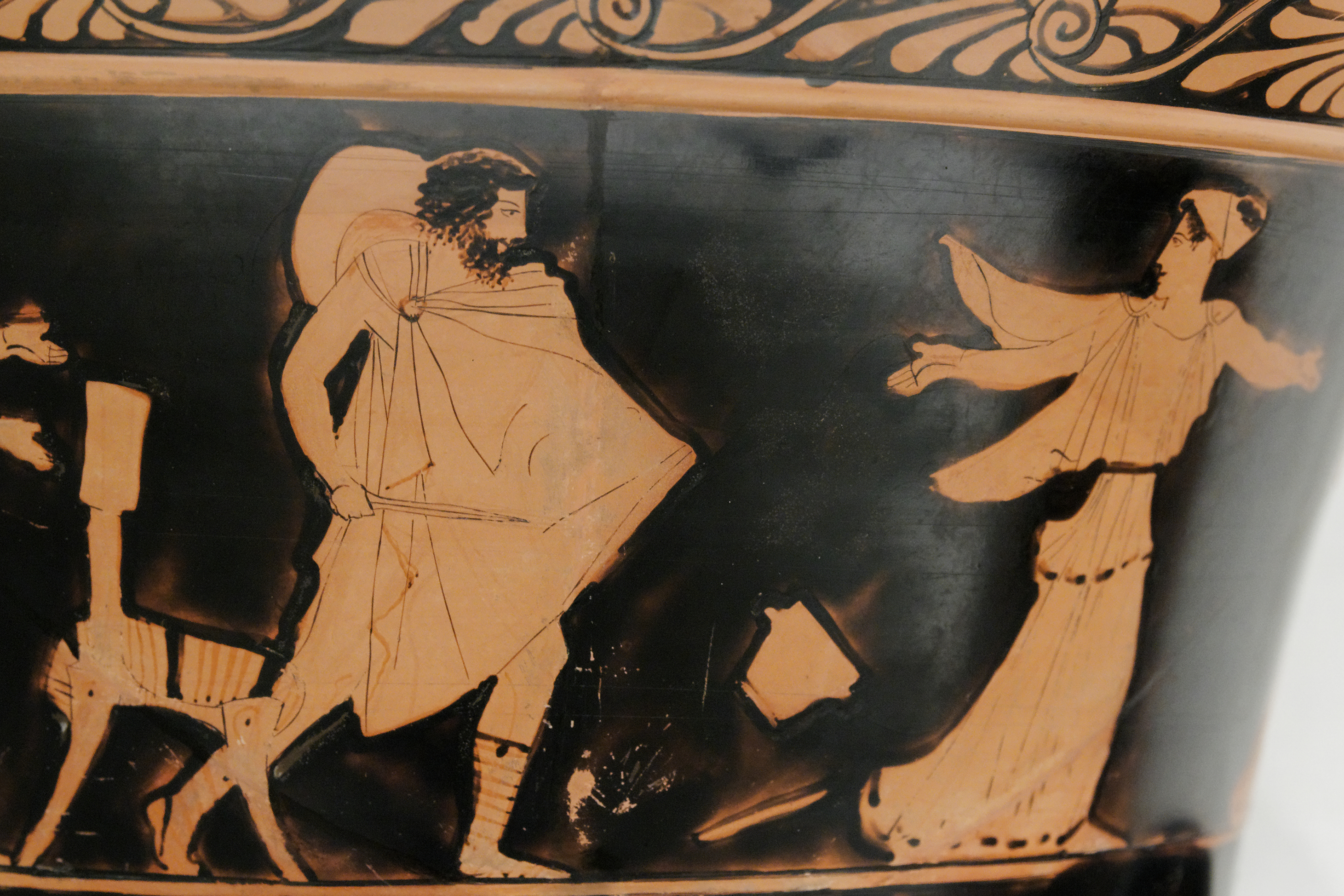
Decoració en una ceràmica grega, mostrant Odisseu perseguint a Circe

Apol·loni Rodi, un escriptor del s. III aC, en la seva obra Argonàutiques, explica un altre fet relacionat amb Circe, dient que havia purificat Jàson i els seus homes per la mort d'Apsirt.
Tres textos més que parlaven de Circe no s'han conservat: una obra d'Èsquil, una d'Efip d'Atenes i un altre d'Anaxilas. Alguns fragments d'aquest darrer expliquen que els pobres companys d'Odisseu transformats en porcs patien de no poder gratar-se la cara per tenir peülles en comptes de mans.

## Circe en la literatura llatina
Alguns escriptors romans de renom van citar Circe en les seves obres, com ara en l'Eneida de Virgili o les Metamorfosis d'Ovidi, amb la variació en aquest darrer autor que també Odisseu va ser convertit en porc i l'únic que els va poder ajudar va ser Euríloc. A més narra la història de Glaucos qui, per aconseguir l'amor d'Escil·la, demana a Circe un beuratge màgic. Més endavant explica la història de Picus, rei llatí del qui Circe se'n va enamorar, però com que ell la va rebutjar per voler ser fidel a la seva esposa, el va transformar en ocell pica-soques.
La gens Mamília era una família romana que afirmaven ser descendents de Circe, a través del seu fill Telègon.

## Literatura posterior
Circe ha continuat apareixent en diferents moments de la literatura posterior:
- Giovanni Boccaccio (1313 - 1375), dient que havia viscut a Itàlia i que hi havia moltes dones amb les quals, com ella, els homes havien d'anar amb compte.[14]
- El poeta anglès John Gower (1330 – 1408).[15]
- Georg Rollenhagen (1542 - 1609) repeteix el mateix relat d'Homer a Froschmeuseler.[16]
- Lope de Vega (1562 – 1635) narrava la llegenda en versos castellans, insistint en Circe i el seu amor no correspost per Odisseu.[17]
- L'escriptor nord-americà Nathaniel Hawthorne (1804 – 1864) en Tanglewood Tales on Picus apreix constantment intentant avisar Odisseu del perill que suposa quedar-se amb Circe.[18]

## Interpretació científica

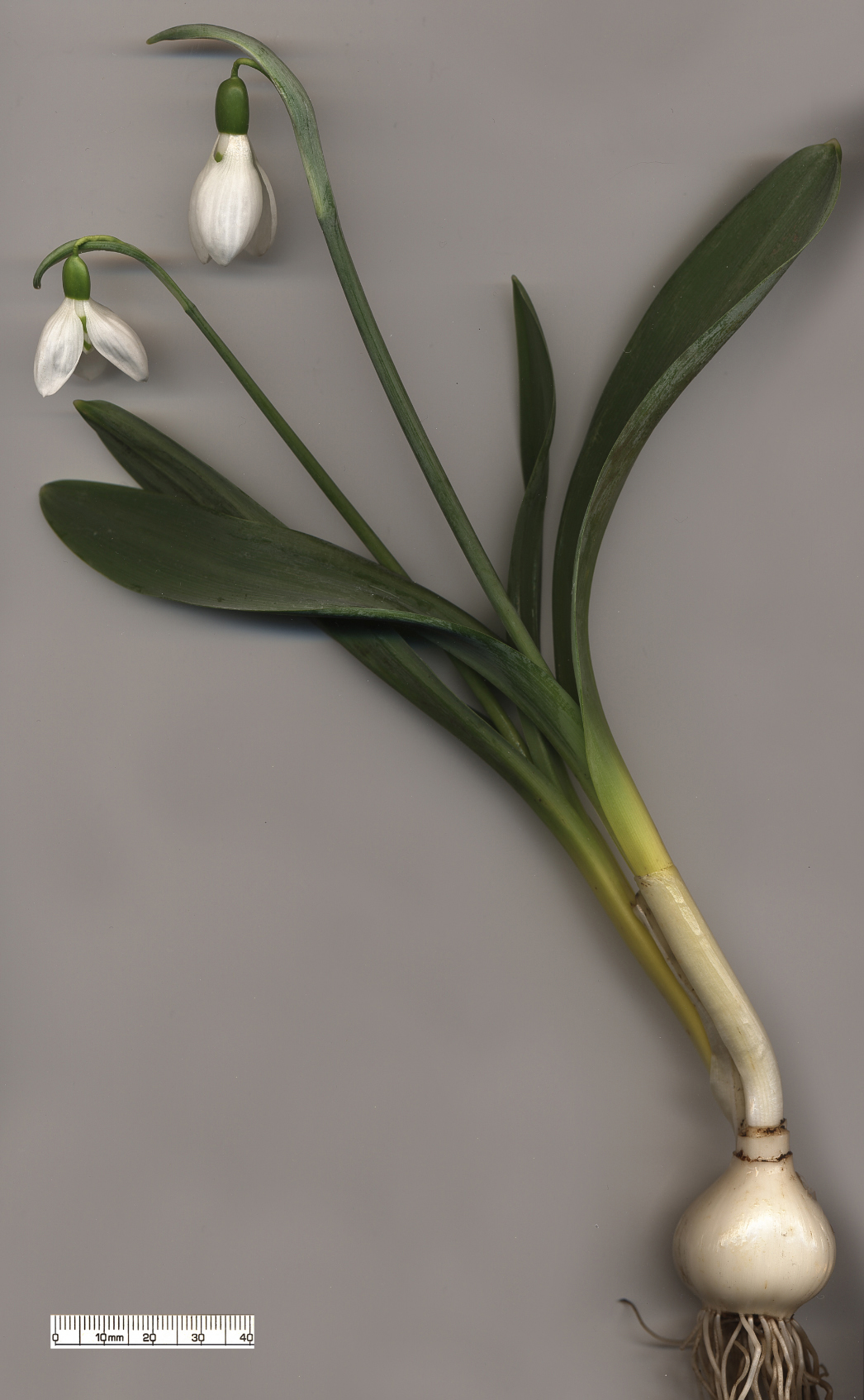
El "floc de neu" podria ser la planta moli

En botànica les Circaea són un gènere de plantes de flor blanca semblants a les descrites per Homer. El nom del gènere va ser posat a finals del segle xvi creient que es tractava de la μῶλυ (moli) que Circe feia servir per als seus encanteris. Alguns metges dedicats a la investigació històrica han especulat que la transformació en porcs no s'hauria d'interpretar literalment i que en realitat Homer estaria descrivint els efectes d'una droga al·lucinògena, causada per una intoxicació amb una substància anticolinèrgica. Els símptomes d'aquesta mena de substàncies porten amnèsia, a més d'il·lusions òptiques i confusió mental. Tot això concorda amb els efectes d'una planta coneguda com a "floc de neu" típica d'aquella regió grega, la flor de la qual conté galantamina, la substància anticolinèrgica esmentada.